# Badefols-d’Ans
Badefols-d’Ans – miejscowość i gmina we Francji, w regionie Nowa Akwitania, w departamencie Dordogne.
Według danych na rok 1990 gminę zamieszkiwało 451 osób, a gęstość zaludnienia wynosiła 25 osób/km² (wśród 2290 gmin Akwitanii Badefols-d’Ans plasuje się na 750. miejscu pod względem liczby ludności, natomiast pod względem powierzchni na miejscu 613.).